# 巴弗島
巴弗島（英語：Buffer Island），是南極洲的島嶼，位於葛拉漢地西岸的法利埃海岸，處於沃迪冰架以西，在1947年由美國探險隊拍攝照片，該島嶼現時由南極條約體系管理。